# Chiesa di Santa Maria Maddalena in rupis
La chiesa di Santa Maria Maddalena in rupis è un edificio di culto situato a Faedis, in provincia ed arcidiocesi di Udine; fa parte della forania del Friuli Orientale.
Si trova sulla strada che va a Canebola ed è raggiungibile solo attraverso il sentiero che collega le frazioni Gradischiutta e Clap.

## Storia

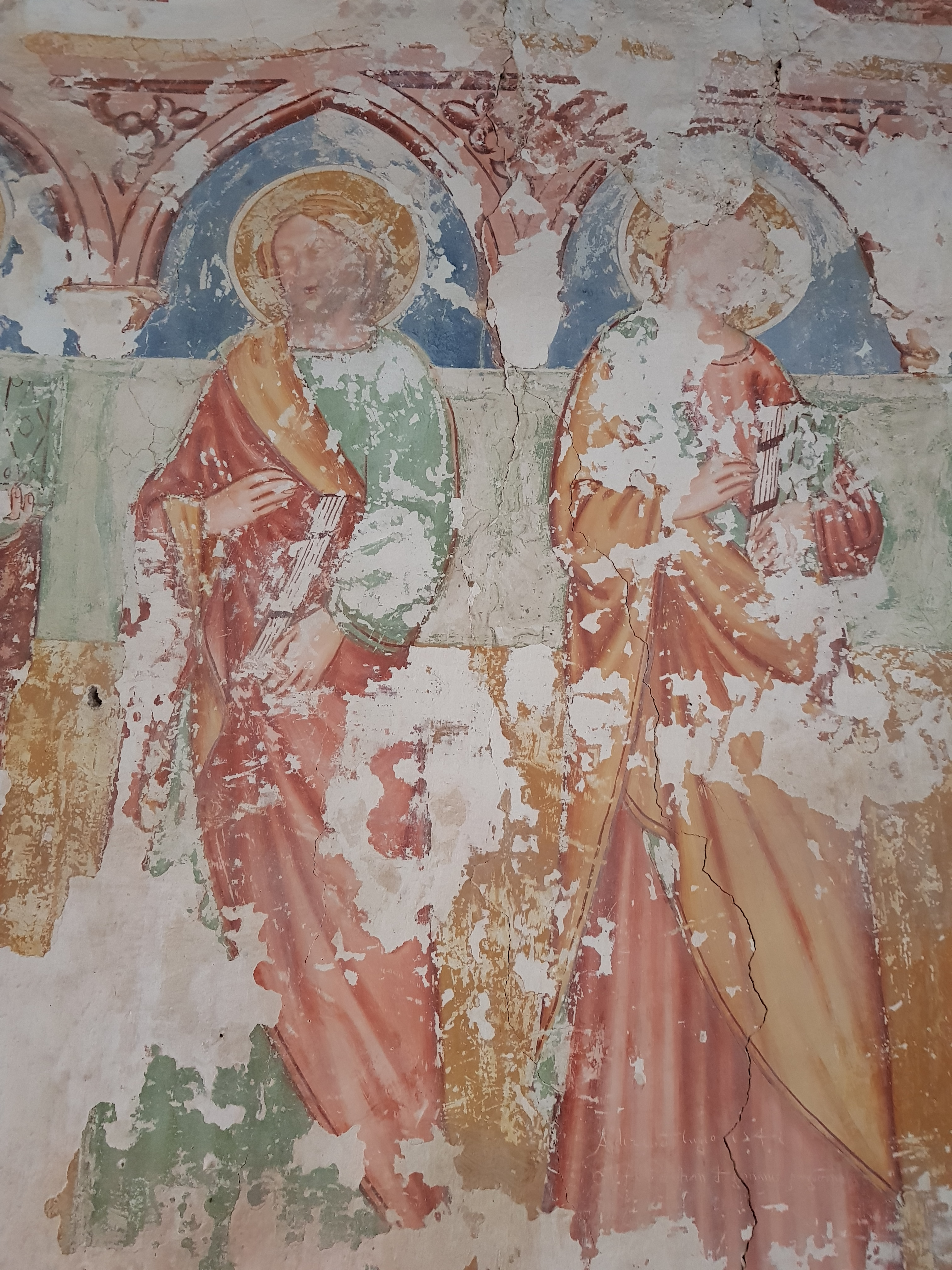
Resti di affresco

La costruzione originaria risale al XIV secolo e fu rimaneggiata nel corso del XV secolo.
È verosimile che sia stata costruita per ricordare un fortilizio (torre di guardia o piccolo castello) che faceva parte del sistema difensivo della valle del Grivò insieme ai Castelli di Zucco e Cucagna, ed in seguito andato distrutto.
Questa ipotesi è accreditata dal fatto che nei dintorni della chiesetta esistono visibili segni di fortificazione.
Gradischiutta, che è il nome della borgata sottostante, etimologicamente significa "luogo fortificato" o "rovine di castello" (dal toponimo slavo Gorod, Grad).
Il luogo di culto fu meta molto frequentata dai pellegrini delle zone circostanti fino al XVI secolo, ma già sul finire del 1500 la chiesa viene descritta come povera ed il suo decadimento continua fino ad impedirne la celebrazione della messa.

## Descrizione

### Esterno
L'edificio è sprovvisto di abside e ha un piccolo atrio caratteristico per la sua costruzione ad unico displuvio.
La porta in pietra, termina con un arco a tutto sesto. Sulla facciata, rivolta ad ovest, si alza la monofora campanaria a vela, la cui campana, datata 1372, al 2020 risultava custodita altrove.

### Interno

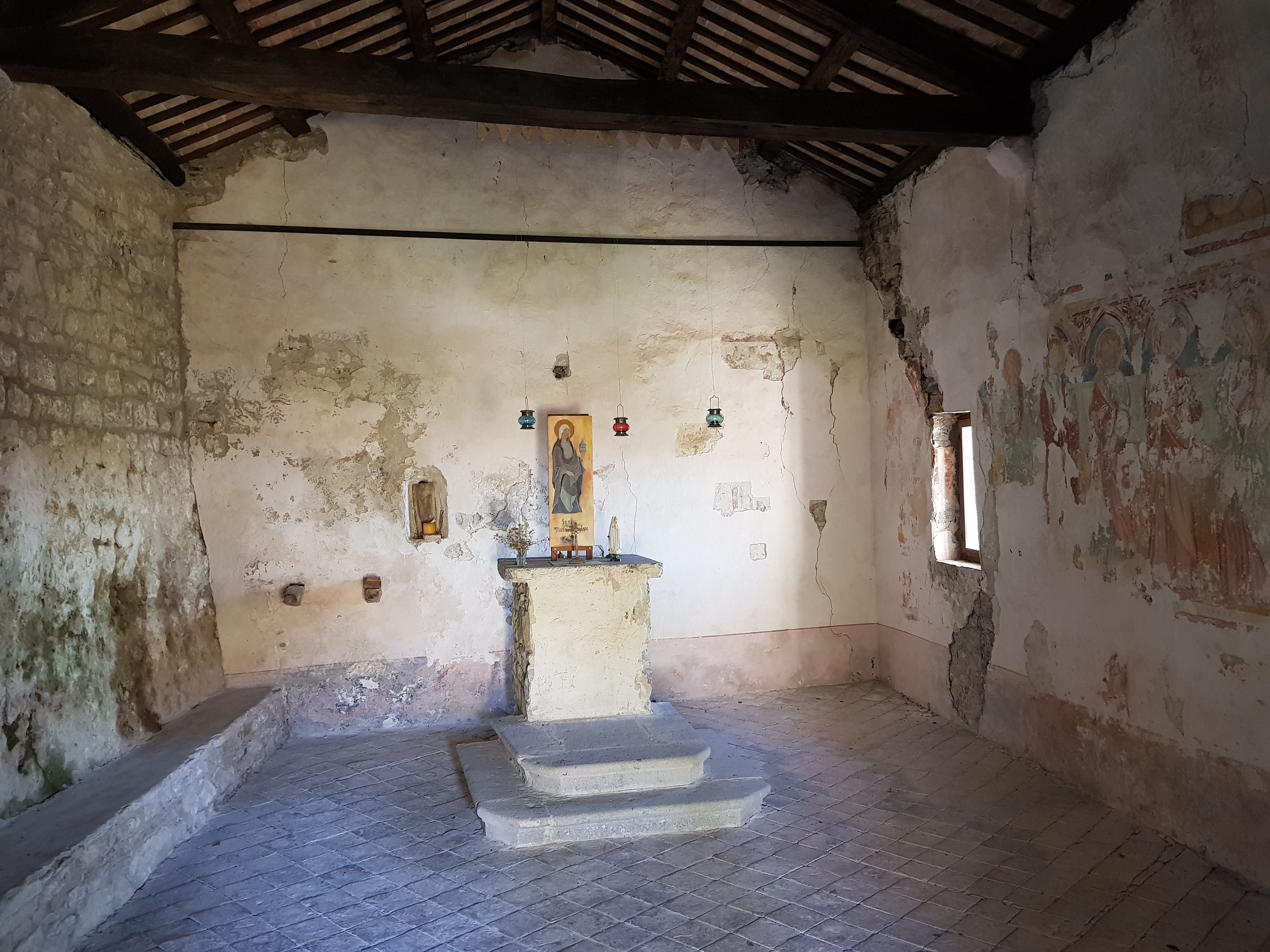
L'interno

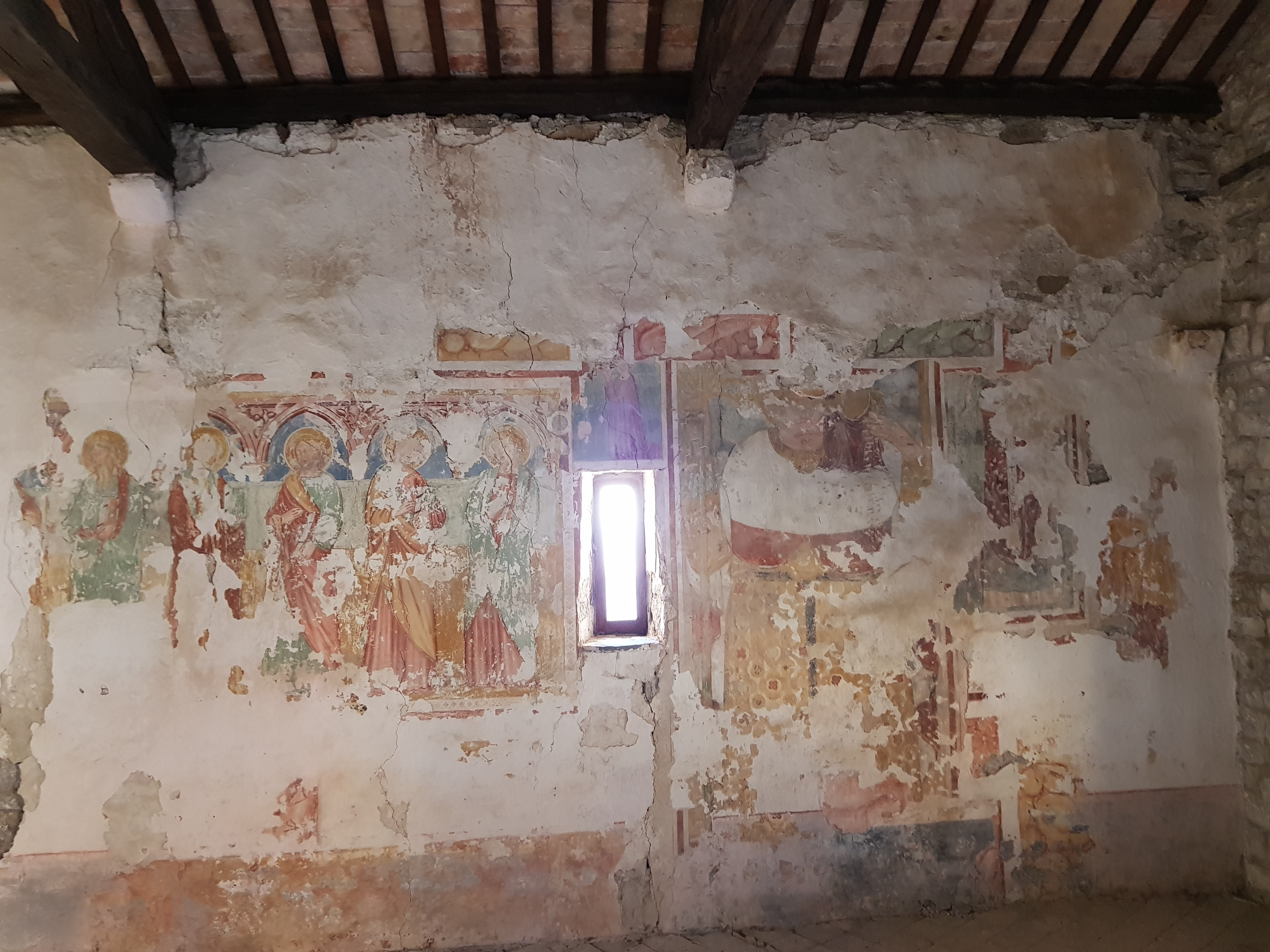
Affreschi

All'interno, l'aula è rettangolare, con capriate a vista e senza presbiterio distinto.
Sulla parete destra si trova una serie di affreschi a due strati sovrapposti, dei quali il più recente parrebbe della fine del trecento, forse opera dello stesso anonimo artista a cui si devono gli affreschi della chiesa di San Rocco a Faedis. Vi si riconosce una Madonna con Bambino, la teoria degli Apostoli e San Cristoforo.
Su questo lato vi è l'unica finestra, rettangolare con doppia strombatura.
Sulla parete sinistra, in pietre a vista, vi è una panca in muratura.
Al 2019, l'unico altare ligneo risulta assente ed in fase di restauro.
Anche la seicentesca pala dell'altare, assai deteriorata raffigurante la Madonna con il Bambino, Santa Maria Maddalena e San Giovanni Evangelista è custodita in altro luogo.
Il pavimento è in piastrelle di cotto.